# Голдън Вали (окръг, Северна Дакота)
Вижте пояснителната страница за други значения на Голдън Вали.
Окръг Голдън Вали (на английски: Golden Valley County) е окръг в щата Северна Дакота, Съединени американски щати. Площта му е 2595 km², а населението - 1924 души (2000). Административен център е град Бийч.